# Phyllomedusa baltea
Phyllomedusa baltea är en groddjursart som beskrevs av William Edward Duellman och Catherine Ann Toft 1979. Phyllomedusa baltea ingår i släktet Phyllomedusa och familjen lövgrodor. IUCN kategoriserar arten globalt som starkt hotad. Inga underarter finns listade i Catalogue of Life.